# Nina Hjelmkvist
Nina Elisabeth Hjelmkvist, född 18 september 1979 i Värnamo, är en svensk programledare för SVT:s barnprogram Bolibompa sedan 2009.

## Biografi
Hjelmkvist studerade vid musikgymnasiet Rytmus i Stockholm. Därefter arbetade hon som showartist innan hon  utbildade sig till musikalartist på Balettakademien i Göteborg.
Nina Hjelmkvist medverkade 2007 som skådespelare i musikalen Into the woods. År 2009 skrev, producerade och spelade hon i teaterföreställningen Mitt i planeten. Samma år började hon medverka i det musikpedagogiska barnprogrammet Pomos Piano, där hon medverkade fram till 2011. Hon var även programledare för Bolibompa under perioden 2007–2011 samt 2013–2021. År 2016 spelade hon en roll i barnprogrammet Det stora experimentet.